# Acantheis indicus
Acantheis indicus là một loài nhện trong họ Ctenidae.
Loài này thuộc chi Acantheis. Acantheis indicus được Frederick Henry Gravely miêu tả năm 1931.